# Tupari
Le tupari est une langue tupi parlée au Brésil dans l'État du Rondônia dans les postes indigènes de Rio Branco et de Guaporé.
La langue est menacée.

## Classification
L'ayuru fait partie de la famille des langues tupari, une des branches des langues tupi.

## Histoire de la langue
Les Tupari, à l'origine, vivaient sur les affluents du Rio Machado, dans la région de Ji-Paraná. Le contact avec la société brésilienne est, pour eux comme pour tous les peuples tupari, dramatique, puisqu'il correspond à l'arrivée, dans la première moitié du XXe siècle, des récolteurs de caoutchouc. Les Tupari sont exploités économiquement par ceux-ci. Les maladies finissent de les décimer.
Les survivants sont installés dans des lieux placés sous l'autorité du SPI (Servicio de Proteção do Índio), l'ancêtre de l'agence gouvernementale de la FUNAI. L'essentiel des Tupari vit dans le poste indigène de Rio Branco. Vers 1990, la population tupari vivant dans le poste de Guaporé était de 20 personnes, dont seulement 8 connaissaient la langue.

## Phonologie
Les tableaux présentent la phonologie du tupari, les consonnes et les voyelles.

### Voyelles
|         | Antérieure  | Centrale    | Postérieure |
| ------- | ----------- | ----------- | ----------- |
| Fermée  | i [i] ĩ [ĩ] | ɨ [ɨ] ɨ̃ [ɨ̃] | u [u] ũ [ũ] |
| Moyenne | e [e] ẽ [ẽ] |             |             |
| Ouverte |             | a [a]       |             |

### Consonnes
|               |               | Bilabiale | Dentale | Palatale | Vélaire | Labio-vél. | Glottale |
| ------------- | ------------- | --------- | ------- | -------- | ------- | ---------- | -------- |
| Occlusives    | Sourdes       | p [p]     | t [t]   |          | k [k]   | kw [kʷ]    | ’ [ʔ]    |
| Occlusives    | Sonores       | b [b]     | d [d]   |          | g [g]   | gw [gʷ]    |          |
| Fricatives    | Fricatives    | β [β]     | s [s]   |          |         |            | h [h]    |
| Affriquées    | Sourdes       |           |         | c [t͡ʃ]   |         |            |          |
| Affriquées    | Prénasales    |           |         | nj [n͡d͡ʒ] |         |            |          |
| Nasales       | Nasales       | m [m]     | n [n]   |          | ŋ [ŋ]   | ŋw [ŋʷ]    |          |
| Liquides      | Liquides      |           | r [r]   |          |         |            |          |
| Semi-voyelles | Semi-voyelles |           |         | y [j]    |         |            |          |